# Damien Monier
Damien Monier (Clermont-Ferrand, 27 augustus 1982) is een Frans wielrenner die anno 2018 rijdt voor Aisan Racing Team.
Tijdens de Ronde van Italië van 2010 boekte Monier zijn enige grote overwinning op de weg door de 17e etappe te winnen. Hij versloeg hierbij Danilo Hondo en Steven Kruijswijk na een lange ontsnapping.
De carrière van Monier wordt overschaduwd door blessures. Begin 2012 werd hij tijdens een training bijvoorbeeld aangereden door een auto. Hierbij liep hij onder andere een schedelbreuk op. Amper twee maanden later reed hij alweer wedstrijden. Vanaf het seizoen 2013 ging Monier rijden voor de Japanse ploeg Bridgestone Anchor.

## Belangrijkste overwinningen
2003
 Frans kampioen baanwielrennen, Achtervolging, Beloften
2005
 Frans kampioen baanwielrennen, Achtervolging, Elite
2008
 Frans kampioen baanwielrennen, Achtervolging, Elite
2010
17e etappe Ronde van Italië
2014
3e etappe Ronde van Constantine
2016
8e etappe deel B Ronde van Guadeloupe
Eindklassement Ronde van Guadeloupe
2017
3e etappe Ronde van Kumano
Puntenklassement Ronde van Kumano

## Resultaten in voornaamste wedstrijden
| Jaar | Ronde van Italië | Ronde van Frankrijk | Ronde van Spanje |
| ---- | ---------------- | ------------------- | ---------------- |
| 2007 |                  |                     | 129e             |
| 2008 | 111e             |                     |                  |
| 2009 |                  |                     | 65e              |
| 2010 | 89e (1)          | 71e                 |                  |

| Jaar | Parijs-Tours |  | Wereldranglijsten |
| ---- | ------------ |  | ----------------- |
| 2007 | 71e          |  |                   |
| 2008 |              |  |                   |
| 2009 |              |  |                   |
| 2010 |              |  | 142e (UWK)        |

## Ploegen
- 2003 –  Cofidis, le Crédit par Téléphone (stagiair vanaf 1-8)
- 2004 –  Cofidis, le Crédit par Téléphone
- 2005 –  Cofidis, le Crédit par Téléphone
- 2006 –  Cofidis, le Crédit par Téléphone
- 2007 –  Cofidis, le Crédit par Téléphone
- 2008 –  Cofidis, le Crédit par Téléphone
- 2009 –  Cofidis, le Crédit en Ligne
- 2010 –  Cofidis, le Crédit en Ligne
- 2011 –  Cofidis, le Crédit en Ligne
- 2012 –  Cofidis, le Crédit en Ligne
- 2013 –  Bridgestone Anchor
- 2014 –  Bridgestone Anchor Cycling Team
- 2015 –  Bridgestone Anchor Cycling Team
- 2016 –  Bridgestone Anchor Cycling Team
- 2017 –  Bridgestone Anchor Cycling Team
- 2018 –  Aisan Racing Team